# Восток (кратер)
Вижте пояснителната страница за други значения на Восток.
Восток е малък кратер на Марс, който е достигнат от марсохода Опъртюнити на 8 март 2005 г.
Восток се намира на около 1200 m на юг от Долината на Маринър (Meridiani Planum). Кратерът е затрупан с пясък от червената планета, но на фотографиите се виждат и стърчащи оголени скали.
Диаметърът на Восток е около 20 m.
Докато марсоходът се намира в кратера, успява да изследва по-изпъкнала скала, която е наименована „Гагарин“ по името на съветския космонавт Юрий Гагарин. Освен това фотографира проба от почвата, която е кръстена „Лайка“.